# Bak-ker-tje Deeg
Bak-ker-tje Deeg is een Nederlandse kinderboekenreeks geschreven door Joop van den Haak.

## Geschiedenis
De personages in de verhalen van Bak-ker-tje Deeg waren gebasseerd op de ouders van schrijver Joop van den Haak. In 1965 begon Van den Haak met het schrijven van de kinderboekenreeks en in 1969 werd het eerste boek, Bak-ker-tje Deeg bakt een taart, uitgegeven door Uigeverij Kluitman Alkmaar (op de boeken geschreven als: uit-ge-ve-rÿ Kluit-man alk-maar).
De serie Toverfluit van deze kinderboeken heeft eveneens een rekenboekenserie onder de naam Toverfluit+.

## Boeken
- Bak-ker-tje Deeg bakt een taart, Kluitman Alkmaar, 1969
- Bak-ker-tje Deeg en het kin-der-feest, Kluitman Alkmaar, 1972
- Bak-ker-tje Deeg plukt bramen, Kluitman Alkmaar, 1979
- Bak-ker-tje deeg bakt brood-jes in de trein, Kluitman Alkmaar, ISBN 90-206-9046-9, 1980
- Bak-ker-tje Deeg gaat bo-men plan-ten, Kluitman Alkmaar, 1981
- Bak-ker-tje Deeg en zijn paard, Kluitman Alkmaar, 1982
- Bak-ker-tje Deeg op de fiets, Kluitman Alkmaar, 1982
- Bak-ker-tje Deeg en de kerst-man, Kluitman Alkmaar, ISBN 90-206-9035-3, 1983
- Bak-ker-tje Deeg helpt Sint en Piet, Kluitman Alkmaar, ISBN 90-206-9028-0, 1983
- Bak-ker-tje Deeg maakt een brood-boom, Kluitman Alkmaar, ISBN 90-206-9029-9, 1983
- Bak-ker-tje Deeg naar de die-ren-tuin, Kluitman Alkmaar, ISBN 90-206-9033-7, 1983
- Bak-ker-tje Deeg en de ker-mis in Koek-koek, Kluitman Alkmaar, ISBN 90-206-9037-X, 1984
- Bak-ker-tje Deeg, feest in het pal-eis, Kluitman Alkmaar, ISBN 90-206-9011-6, 1984
- Bak-ker-tje Deeg en de kin-de-ren uit ver-re lan-den, Kluitman Alkmaar, ISBN 90-206-9056-6, 1985
- Bak-ker-tje Deeg en zijn knecht, Kluitman Alkmaar, ISBN 90-206-9021-3, 1986
- Bak-ker-tje Deeg naar de kin-der-boer-de-rij, Kluitman Alkmaar, ISBN 90-206-9039-6, 1986
- Bak-ker-tje Deeg en de draai-mo-len, Kluitman Alkmaar, ISBN 90-206-9017-5, 1987
- Bak-ker-tje Deeg gaat naar Bloem-dorp, Kluitman Alkmaar, ISBN 90-206-9031-0, 1987
- Bak-ker-tje Deeg maakt mu-ziek, Kluitman Alkmaar, ISBN 90-206-9015-9, 1987
- Bak-ker-tje Deeg aan zee, Ars Scribendi, ISBN 90-72718-05-4, 1989
- Bak-ker-tje Deeg bakt o-lie-bol-len, Ars Scribendi, ISBN 90-72718-06-2, 1989
- Bak-ker-tje Deeg en de kijk-doos-jes, Ars Scribendi, ISBN 90-72718-04-6, 1989
- Bak-ker-tje Deeg en de kin-der-tuin-tjes, Ars Scribendi, ISBN 90-72718-03-8, 1989
- Bak-ker-tje Deeg in sneeuw-stad, Ars Scribendi, ISBN 90-72718-07-0, 1989
- Bak-ker-tje Deeg, Kluitman Alkmaar, ISBN 90-206-9005-1, 1991
- Bak-ker-tje Deeg in het pret-park, Kluitman Alkmaar, ISBN 90-206-9089-2, 1991
- Bak-ker-tje Deeg op het ijs, Kluitman Alkmaar, ISBN 90-206-9025-6, 1991 Dezelfde titel met zelfde isbn nummer is eerder uitgegeven eind jaren 70.
- Bak-ker-tje Deeg wordt ko-ning, Kluitman Alkmaar, ISBN 90-206-9080-9, 1991
- Bak-ker-tje Deeg en de honden op dierendag, Kluitman Alkmaar
- Bak-ker-tje Deeg en de wondervlieger, Kluitman Alkmaar
- Bak-ker-tje Deeg en het kinderboekenfeest, Kluitman Alkmaar
- Bak-ker-tje Deeg op luilakmorgen, Kluitman Alkmaar
- Bak-ker-tje Deeg vaart naar Kaasstad, Kluitman Alkmaar